# Aechmea victoriana
Aechmea victoriana là một loài thực vật có hoa trong họ Bromeliaceae. Loài này được L.B.Sm. mô tả khoa học đầu tiên năm 1941.

## Hình ảnh

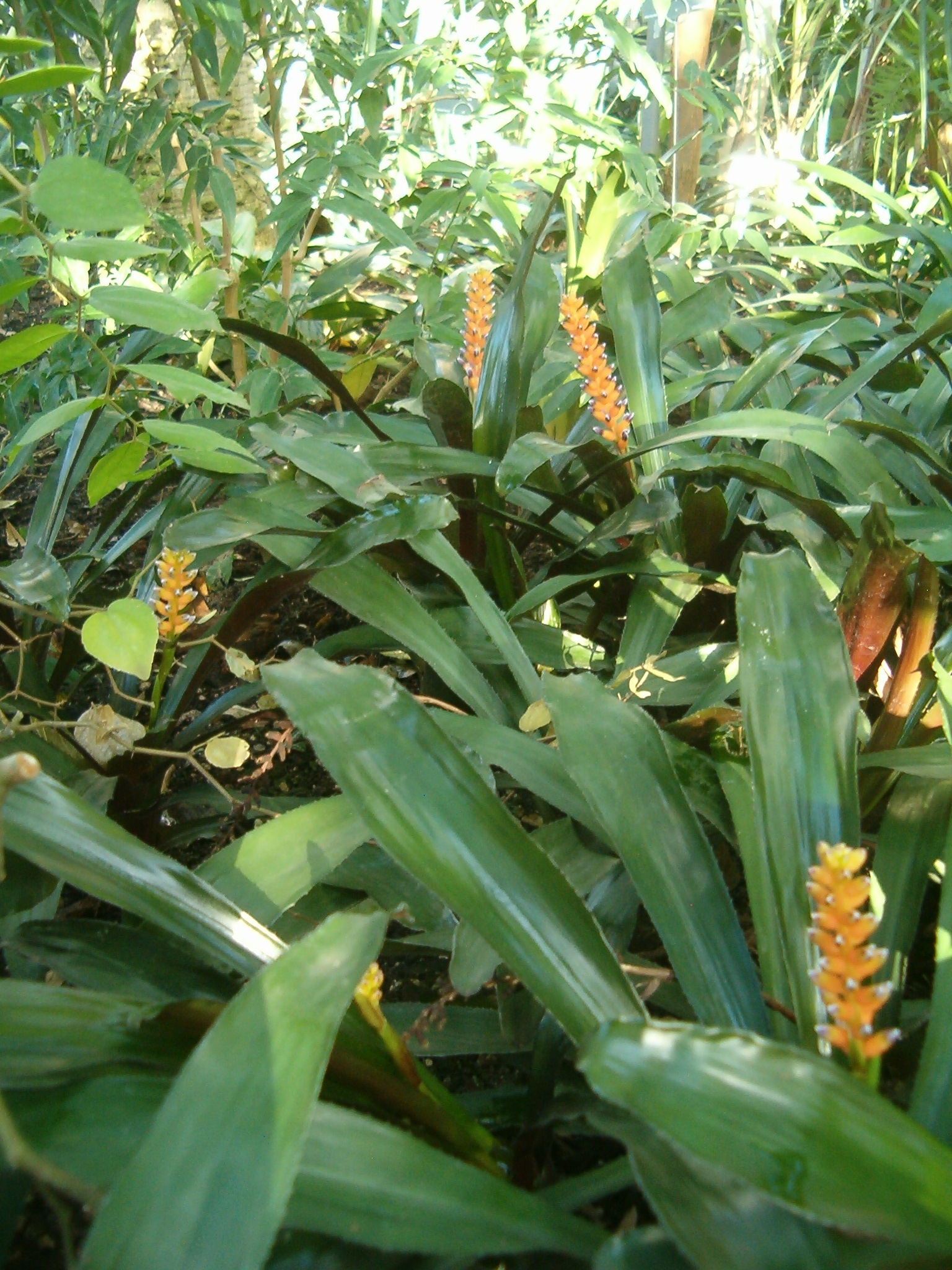
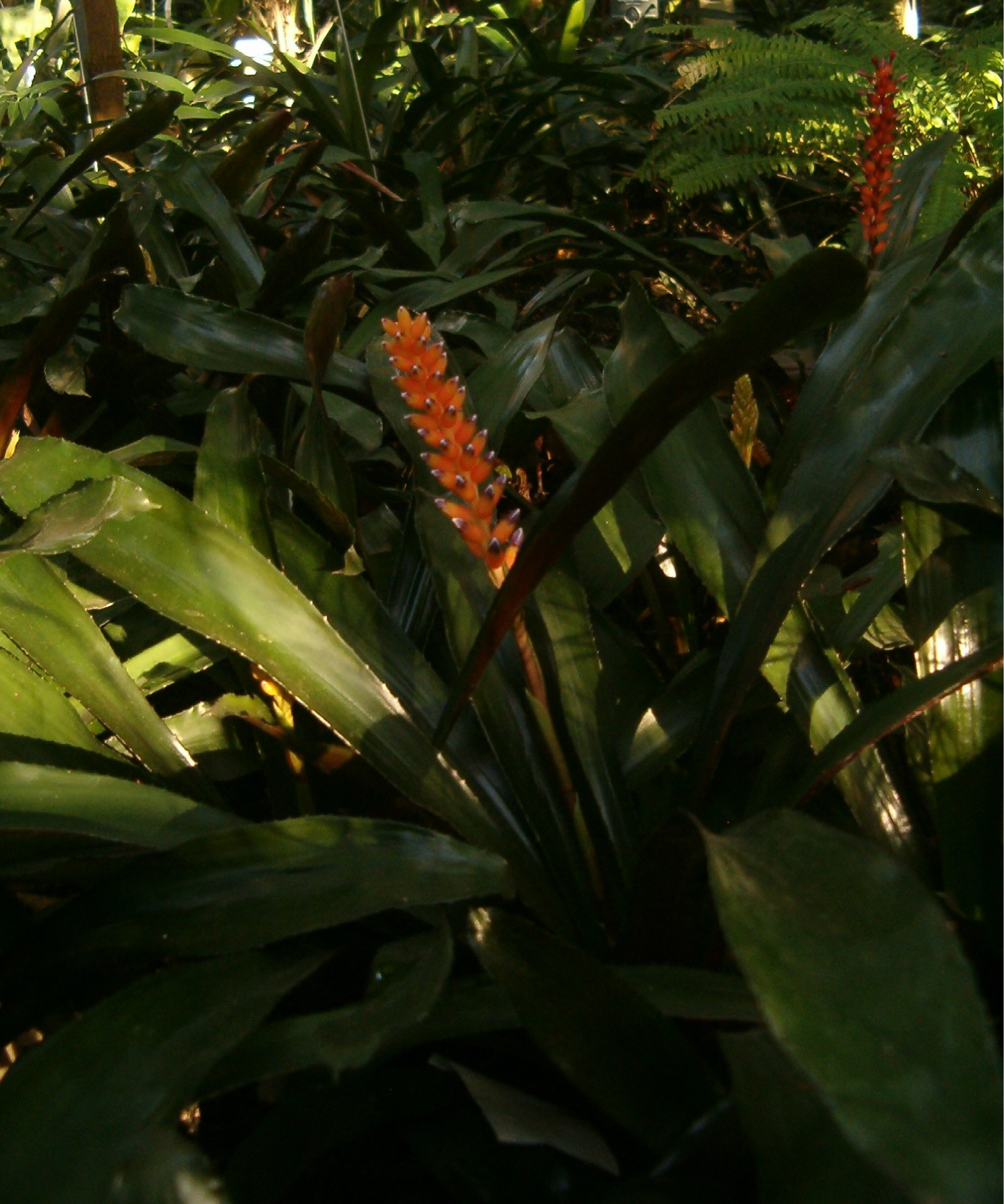